# Tyngel
Tyngel är en bebyggelse sydväst om Törestorp i Gnosjö kommun. Tyngel klassas som småort av SCB från 2020.